# USS Idaho (SSN-799)
El USS Idaho (SSN-799) será un submarino nuclear de ataque de la clase Virginia Bloque IV de la Armada de los Estados Unidos. El secretario de Marina, Ray Mabus, anunció el nombre el 23 de agosto de 2015, en una ceremonia en Idaho. La ceremonia de colocación de la quilla tuvo lugar el 24 de agosto de 2020 en las instalaciones de Quonset Point de General Dynamics Electric Boat en North Kingston, Rhode Island. Se proyecta que Idaho cueste alrededor de 2,6 mil millones de dólares y se comisione en 2023.